# عنصر تلسکوپ نوری
عنصر تلسکوپ نوری (انگلیسی: Optical Telescope Element) یا به اختصار (اوتی‌ئی - OTE) جزء اصلی و زیر مجموعه‌ای از تلسکوپ فضایی جیمز وب است که عبارت است از یک تلسکوپ فضایی مادون قرمز بزرگ که قرار است در اوایل سال ۲۰۲۱ به فضا پرتاب شود. اوتی‌ئی شامل برخی از قسمت‌های اصلی تلسکوپ از جمله آیینه‌های اصلی، آیینه‌های ثانویه، شاسی نگهدارنده برای پشتیبانی از این آیینه‌ها و سیستم‌های مختلف تبادل حرارتی و سایر سیستم‌های پشتیبانی است. دو عنصر مهم دیگر در این سامانه، ماژول ابزار علمی مجتمع (به اختصار - ISIM) و دیگری عنصر فضایی است که شامل بدنه اصلی و پوشش خورشیدی است. عنصر تلسکوپ نوری، نور را جمع می‌کند و به ابزارهای علمی موجود در ماژول ابزار علمی مجتمع می‌فرستد.
آیینه اولیه یک مجموعه کاشی‌کاری شده شامل ۱۸ چندضلعی منتظم از جنس بریلیم با روکش طلا است که هر کدام دارای ابعاد ۶/۵ متر (از هر سطح شش‌ضلعی به سطح دیگر) هستند که به‌طور کلی مساحت ۲۷ متر مربع را پوشش می‌دهد. آیینه‌های ثانویه نوری، تصویربرداری آناستیگمات f/20 (ضریب اف) را کامل می‌کند. تلسکوپ اصلی متشکل از آیینه سه-وجهی آناستیگمات است. چنانچه این تلسکوپ نوری به صورت یکپارچه ساخته می‌شد، برای وسایل پرتابی موجود بسیار بزرگ و حجیم می‌گردید بنابراین، آیینه از ۱۸ بخش چندضلعی منتظم تشکیل شد که پس از پرتاب و در مدار قرار گرفتن تلسکوپ باز می‌شوند. عنصر تلسکوپ نوری تلسکوپ فضایی جیمز وب از ۱۲۶ موتور کوچک برای تنظیم ادواری و مقطعی آیینه‌ها بهره می‌برد. مهندسان در یک اتاق تمیز و با کمک پاکسازی کربن دی‌اکسید، سطح این ۱۸ آیینه را سترون کرده‌اند.

## نگارخانه

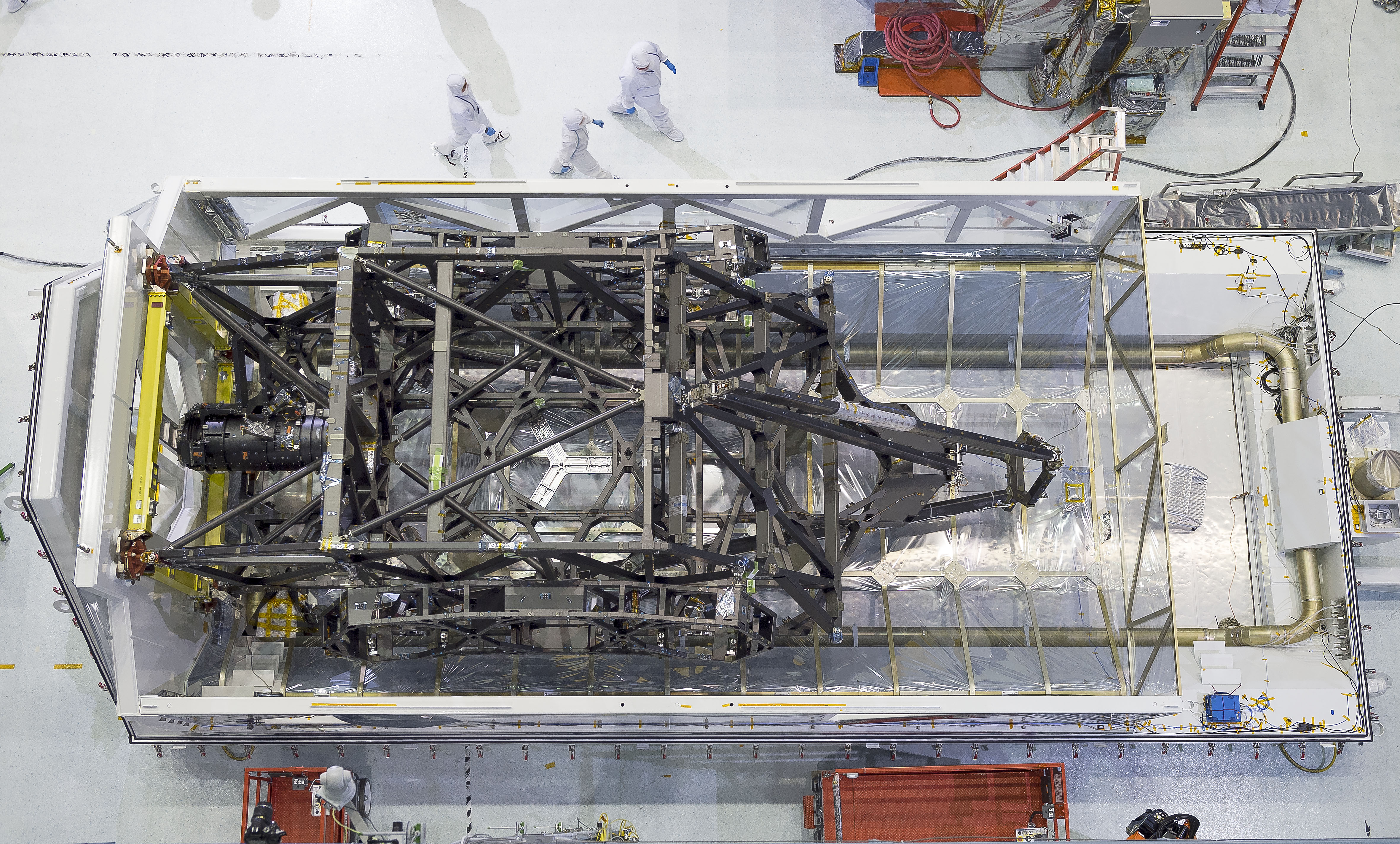
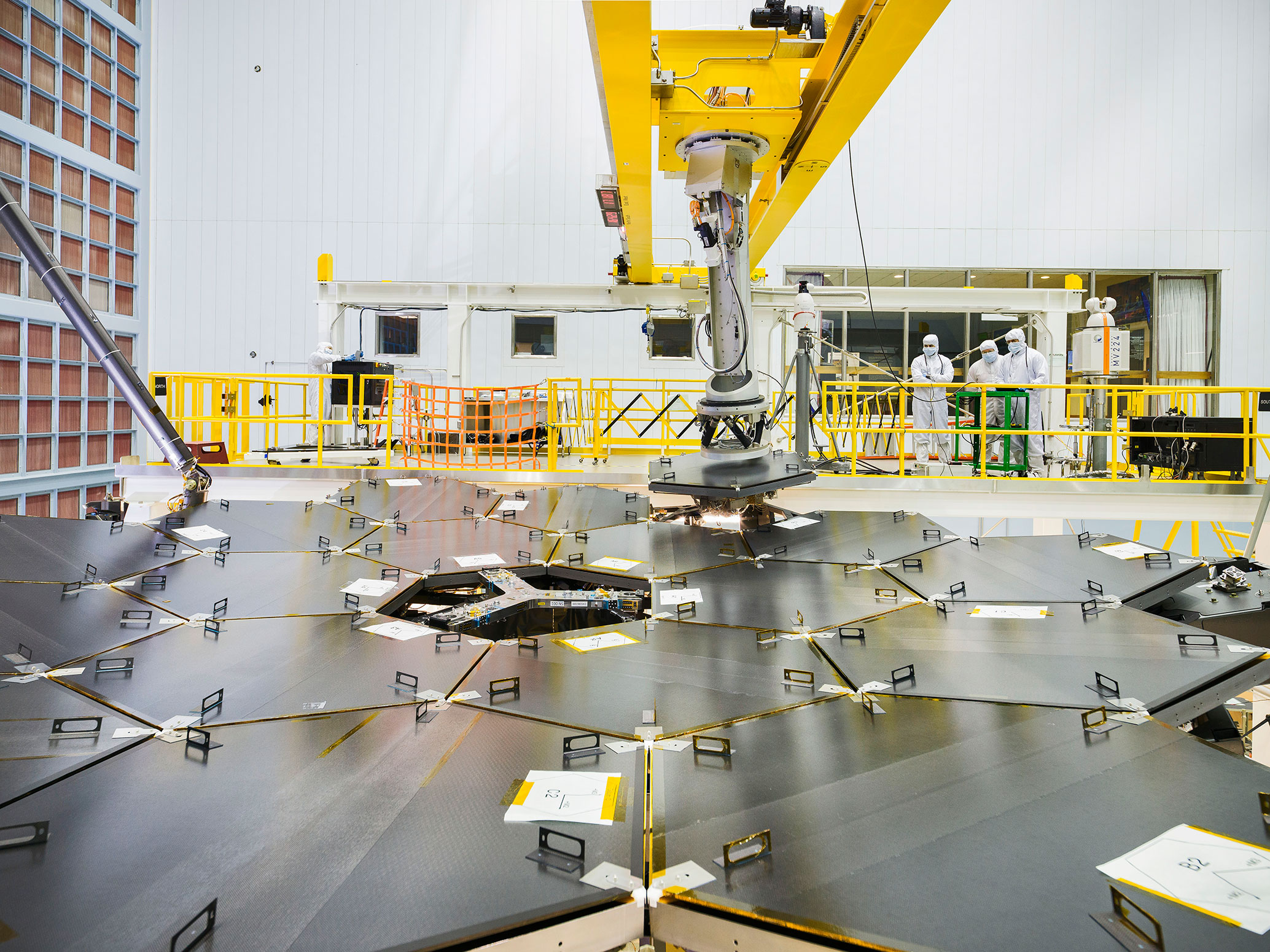
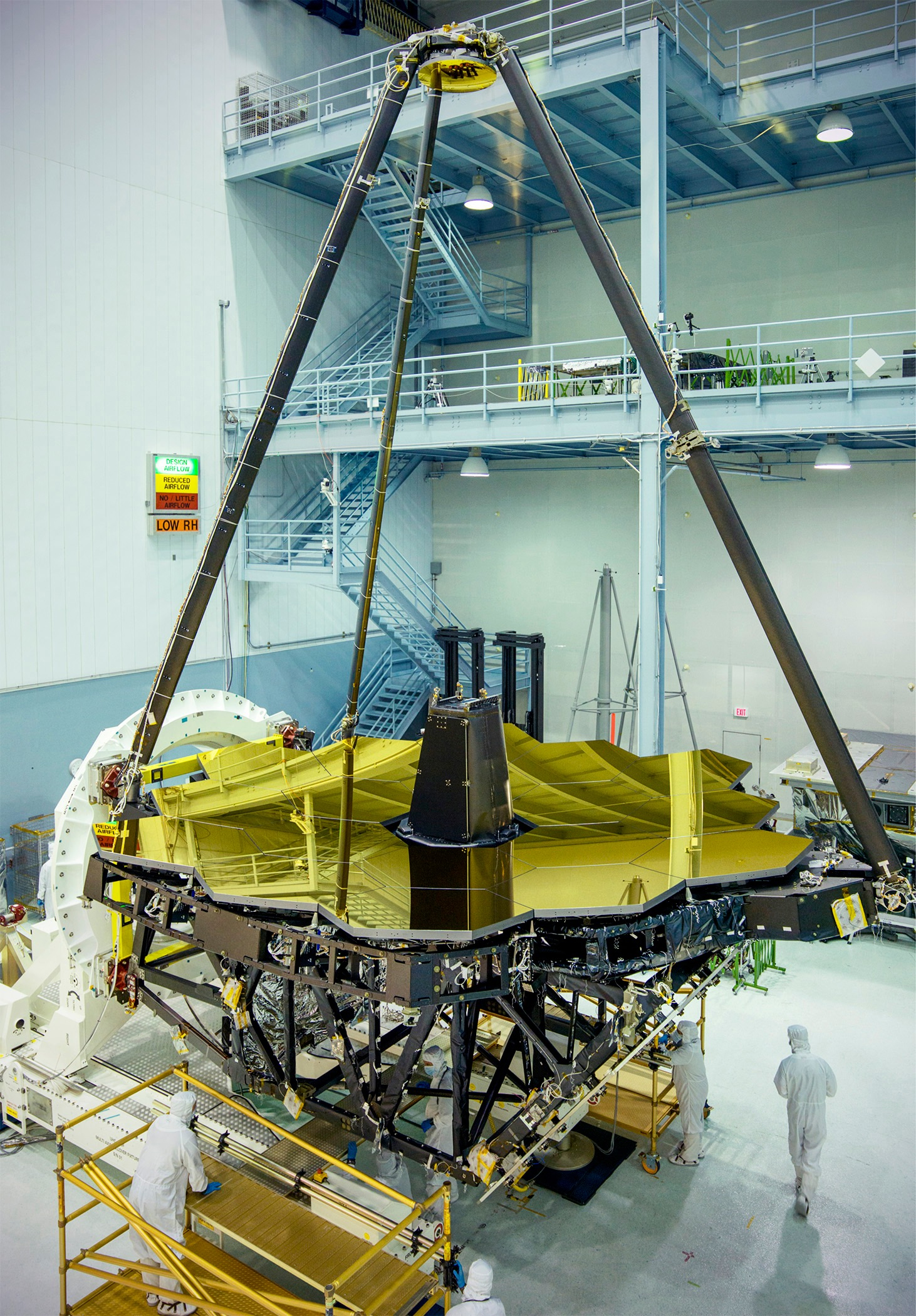
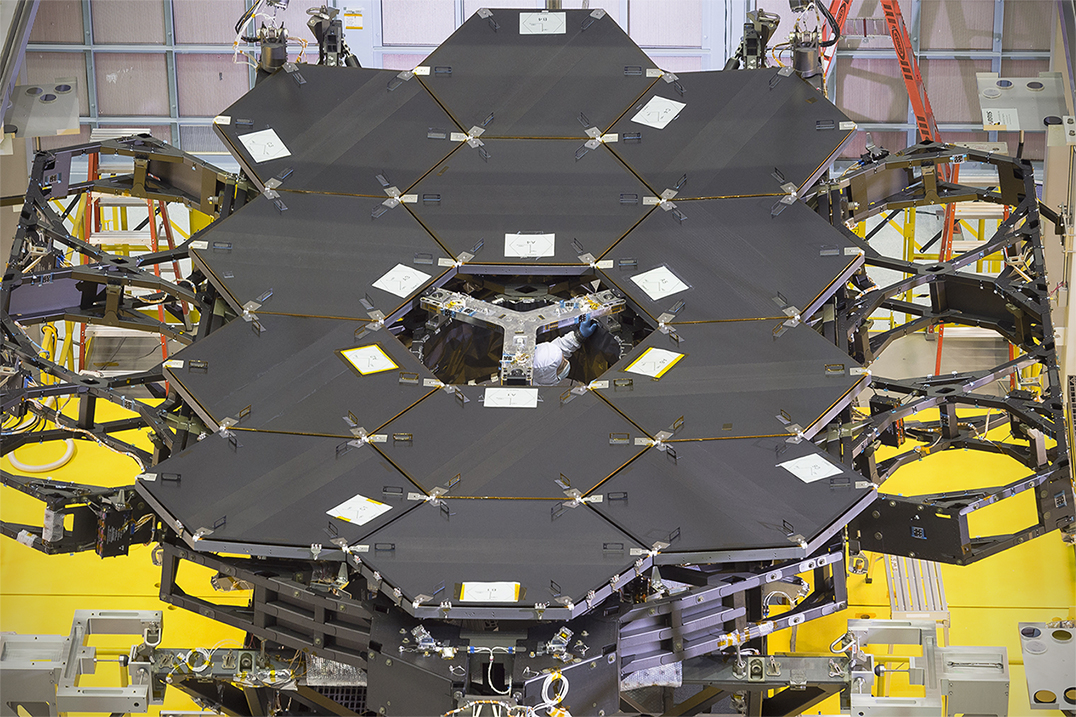
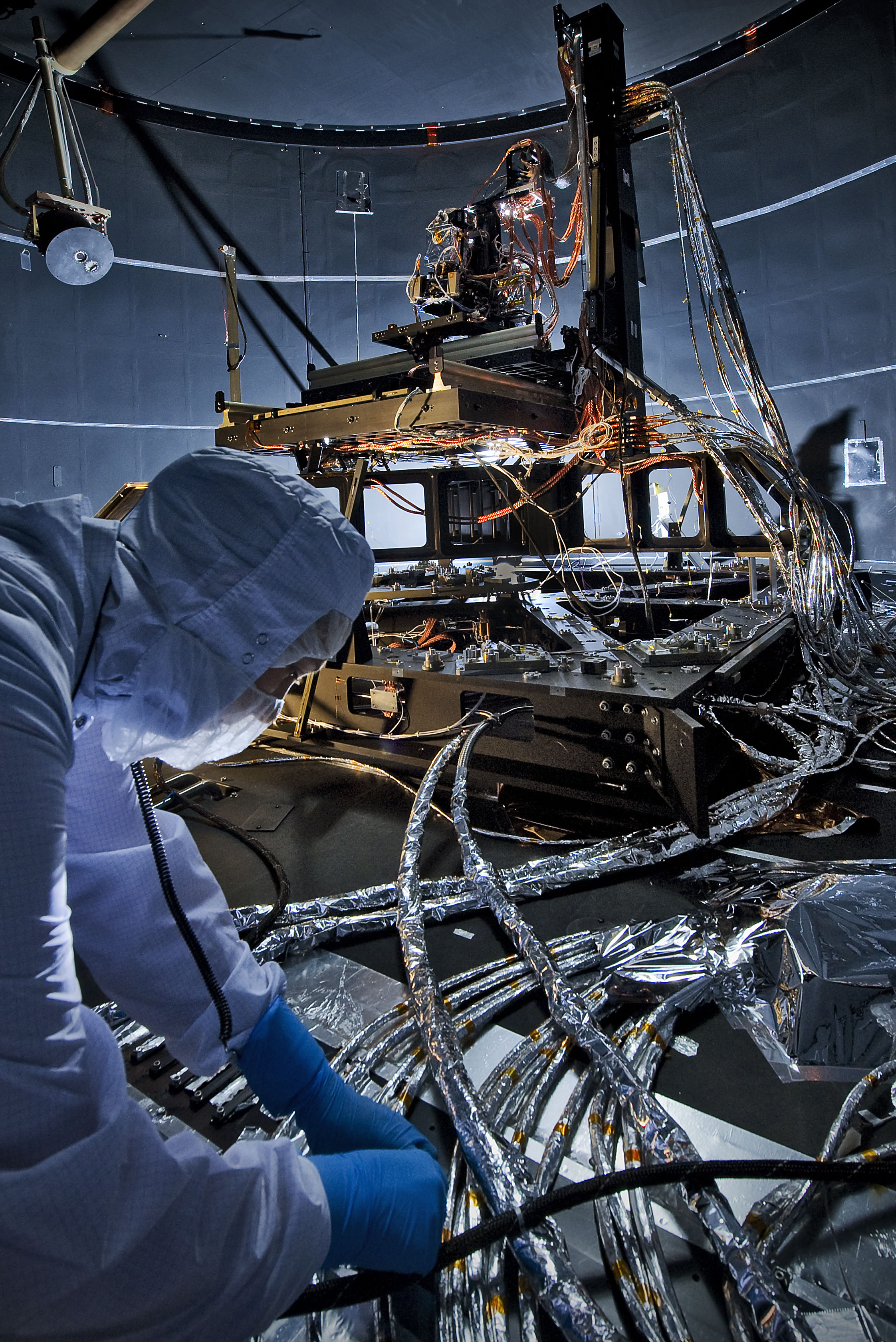
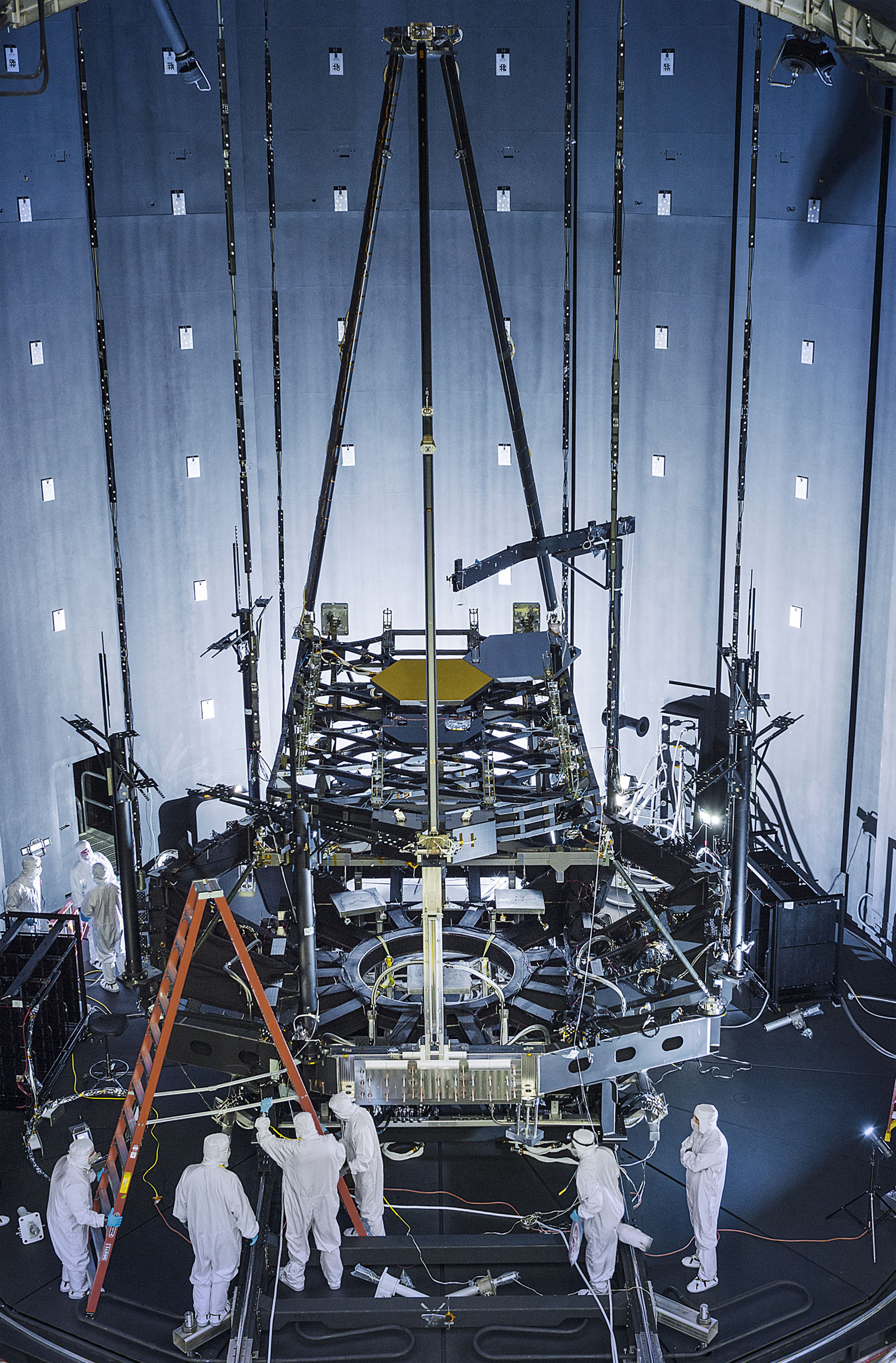
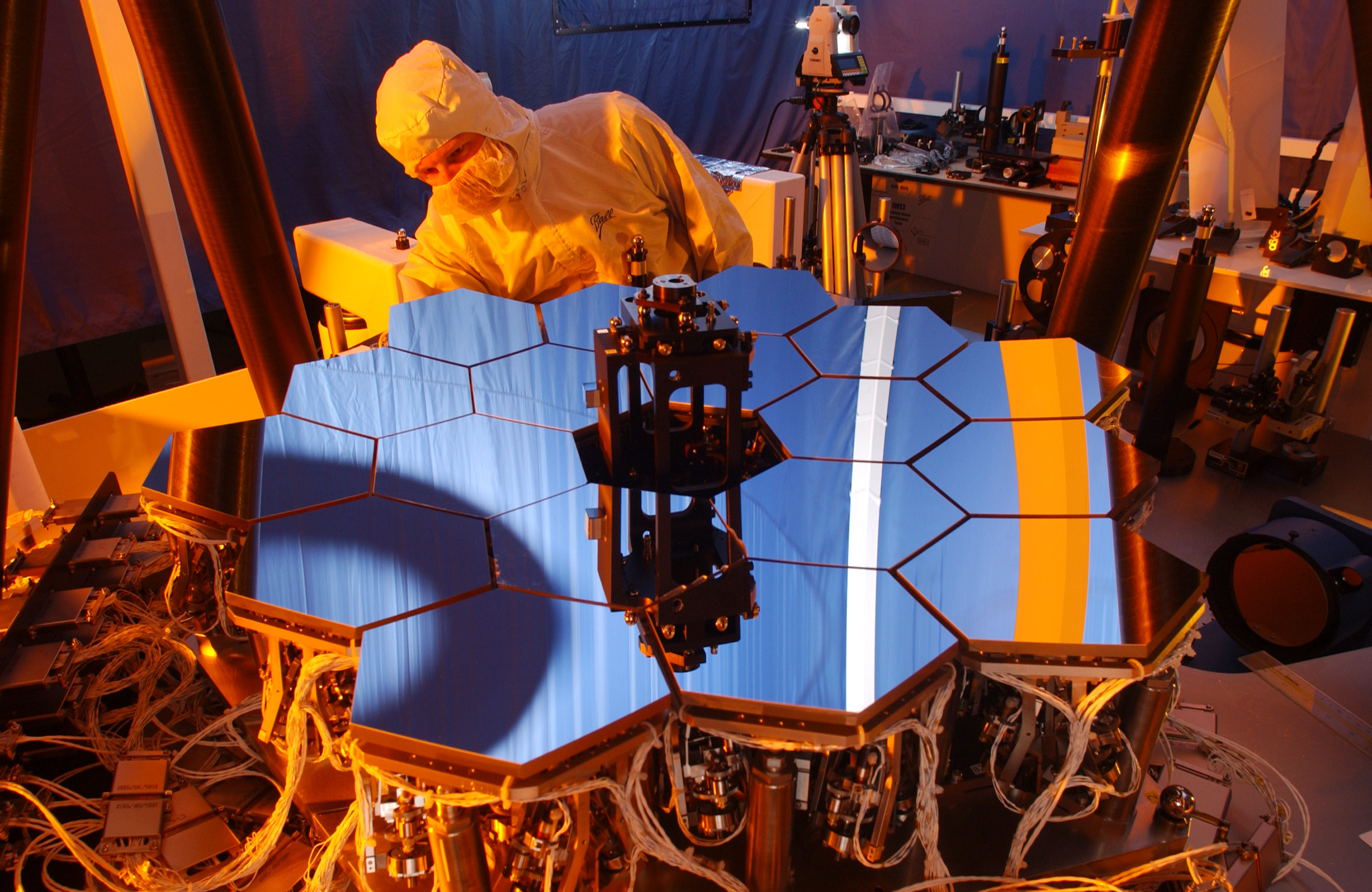